# 微分的線性
在微积分中，函数的任何线性组合的导数等于函数的导数的相同线性组合，此属性称为微分的线性（linearity of differentiation）、线性法则（rule of linearity）、或微分的叠加法则。导数的基本属性是将两个简单的微分法则封装在一起：求和法则（两个函数之和的导数是导数的和）和常数法则（函數的常數倍的導數是該函數的導數的常數倍）。因此，可以说微分作用是线性的，或者微分算子是线性的算子。

## 說明
設 f 和 g 為函數，同時 α 和 β 是常數，思考：
{\displaystyle {\frac {\mbox{d}}{{\mbox{d}}x}}(\alpha \cdot f(x)+\beta \cdot g(x))}
通過微分的求和法則：
{\displaystyle {\frac {\mbox{d}}{{\mbox{d}}x}}(\alpha \cdot f(x))+{\frac {\mbox{d}}{{\mbox{d}}x}}(\beta \cdot g(x))}
通過微分的常數法則，這一式子變為：
{\displaystyle \alpha \cdot f'(x)+\beta \cdot g'(x)}
進而：
{\displaystyle {\frac {\mbox{d}}{{\mbox{d}}x}}(\alpha \cdot f(x)+\beta \cdot g(x))=\alpha \cdot f'(x)+\beta \cdot g'(x)}
忽略括號，這常被寫作
{\displaystyle (\alpha \cdot f+\beta \cdot g)'=\alpha \cdot f'+\beta \cdot g'}